# Domenico Modugno e la sua chitarra nº 2 - Un poeta un pittore un musicista
Domenico Modugno e la sua chitarra nº 2 - Un poeta un pittore un musicista è il 4º album registrato in studio da Domenico Modugno.

## Il disco
Il disco viene pubblicato a poche settimane dal precedente, a dicembre del 1956: anch'esso racchiude otto brani già pubblicati su EP nei mesi precedenti, e sono tutti reincisioni di canzoni già incise per la RCA; la canzone Tambureddu (pizzica pizzica po) era stata pubblicata in origine con il titolo Lu tambureddu, mentre in alcune incisioni su 78 giri E vene 'o sole è intitolata Sole sole sole.
Come per il precedente, anche in questo non vengono riportate notizie sui musicisti che hanno partecipato o sugli arrangiatori.
I testi e le musiche sono tutti di Domenico Modugno, tranne Mese 'e settembre, Nisciuno po' sapè, E vene 'o sole, i cui testi sono di Riccardo Pazzaglia e "Ninna nanna" in cui testo e musica furono rielaborati insieme a Franco Nebbia.
La copertina dell'album raffigura la stessa foto del disco precedente, con Modugno mentre canta e suona la chitarra, ma cambia lo sfondo, che è arancione; in basso a sinistra riporta il marchio della Fonit (Fonodisco Italiano Trevis), che non si era ancora fusa con la Cetra, mentre in alto è riportato il sottotitolo Un poeta un pittore un musicista; sull'etichetta invece è presente il titolo Domenico Modugno e la sua chitarra nº 2.
Anche questo album di Modugno fu pubblicato in formato 22 cm (leggermente più piccolo dei normali LP).

## Tracce
LATO A
1. Magaria
2. Tambureddu (pizzica pizzica po)
3. Ninna nanna
4. Mese 'e settembre

LATO B
1. Vecchio frak
2. Nisciuno po' sapè
3. Cavaddu cecu de la minera
4. E vene 'o sole